# Ривер (футбольный клуб, Терезина)
«Ри́вер» (порт. River Atlético Clube) — бразильский футбольный клуб из города Терезина, штата Пиауи. В 2020 году клуб выступал в Серии D Бразилии.

## История
Клуб основан 1 марта 1946 года, и получил своё название и клубные цвета в честь аргентинского клуба «Ривер Плейт». Домашние матчи проводит на стадионе «Албертан», вмещающем до 60 000 зрителей, или на более скромном стадионе «Линдолфиньо», вмещающем до 8 000 зрителей.
«Ривер» 31 раз выигрывал чемпионат штата Пиауи, и является самым титулованным клубом штата. Принципиальным соперником «Ривера» является клуб «Фламенго» и их противостояние носит имя «Ривенго». В 2015 году команда заняла второе место в Серия D Бразилии и получила право в сезоне 2016 играть в Серии C. Однако в следующем году команда заняла предпоследнее место в этом турнире, вылетев обратно в Серию D.

## Достижения
- Чемпион Лиги Пиауиэнсе (31): 1948, 1950, 1951, 1952, 1953, 1954, 1955, 1956, 1958, 1959, 1960, 1961, 1962, 1963, 1973, 1975, 1977, 1978, 1980, 1981, 1989, 1996, 1999, 2000, 2001, 2002, 2007, 2014, 2015, 2016, 2019, 2023
- Обладатель Кубка штата Пиауи (1): 2006